# Подвійна гексагональна щільноупакована ґратка

Елементарна комірка звичайної гексагональної щільноупакованої ґратки. Елементарна комірка ПГЩ-ґратки складається з двох таких комірок, поставлених одна на одну, так, що одна з них є дзеркальним відображенням другої

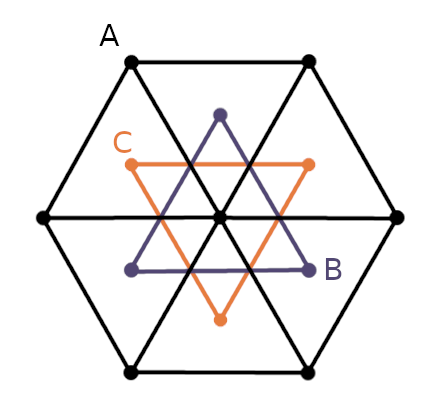
Взаєморозташування шарів у ПГЩ-ґратці

Подвійна гексагональна щільноупакована ґратка (англ. Double hexagonal close packed, dhcp) — один з видів кристалічних ґраток. Символ Пірсона — hP4. Координаційне число — 12. Також відома як «ґратка типу лантану», оскільки вперше така ґратка була знайдена саме при дослідженні цього елементу. Елементарна комірка ґратки цього типу, фактично, складається з двох звичайних гексагональних щільноупакованих ґраток, що є дзеркальними відбиттями одна одної. Шари у ПГЩ-ґратці йдуть у порядку ABACABAC…, де однаковими літерами позначені шари, де розташування атомів ідентичне.
За нормальних умов, у ПГЩ-ґратку кристалізуються 9 металів: 5 лантаноїдів (лантан, церій, празеодим, неодим і прометій) і 4 актиноїди (америцій, кюрій, берклій і каліфорній).
Щільність пакування такої ґратки дорівнює щільності звичайної ГЩ-ґратки. В ідеалі, відношення загальної висоти комірки до довжини сторони шестикутника в основі має дорівнювати:
{\displaystyle {\frac {c}{a}}=4{\sqrt {\frac {2}{3}}}}
Для реальних ґраток це співвідношення виконується з точністю ±2 %.